# Жарков Володимир Іванович
Володи́мир Іва́нович Жарко́в (8 листопада 1928, тепер Тамбовська область, Російська Федерація — 2000, місто Маріуполь Донецької області) — український радянський діяч, 1-й секретар Ждановського міського комітету КПУ Донецької області. Депутат Верховної Ради УРСР 9—10-го скликань. Член ЦК КПУ в 1976—1986 р.

## Біографія
З 1943 року — електрик електростанції, учень Чимкентського технікуму, механік дільниці, технік-конструктор рудника Південно-Казахстанської області Казахської РСР.
У 1949—1952 роках — служба у Радянській армії.
Член КПРС з 1952 року.
У 1953—1961 роках — електрик, начальник зміни, майстер коксового цеху Ждановського коксохімічного заводу Сталінської області, 1-й секретар Орджонікідзевського районного комітету ЛКСМУ міста Жданова.
Освіта вища. Без відриву від виробництва закінчив Український заочний політехнічний інститут у Харкові.
У 1961—1968 роках — голова заводського комітету профспілки, секретар партійного комітету, заступник начальника, начальник цеху уловлювання, начальник відділу технічного контролю Ждановського коксохімічного заводу Донецької області.
У 1968—1972 роках — 1-й секретар Орджонікідзевського районного комітету КПУ міста Жданова Донецької області.
У 1972—1974 роках — 2-й секретар Ждановського міського комітету КПУ.
У 1974—1984 роках — 1-й секретар Ждановського міського комітету КПУ Донецької області.
Потім — на пенсії у місті Маріуполі Донецької області.

## Нагороди
- орден Трудового Червоного Прапора
- орден Жовтневої Революції
- два ордени «Знак Пошани»
- орден Дружби народів
- ордени
- медалі